# Hieronim Górski
Hieronim Górski herbu Nałęcz – stolnik wendeński w latach 1665–1679.
W 1674 roku był elektorem Jana III Sobieskiego z Księstwa Żmudzkiego.